# Лифтон, Ричард
Ричард Лифтон (Richard P. Lifton; род. 1953) — американский учёный-медик, генетик. Член Национальных Академии наук (2001) и Медицинской академии (2002) США, в чьих советах состоял, доктор медицины, доктор философии. Президент Рокфеллеровского университета (с 2016), профессор Йельского университета (прежде его стерлингский профессор).
Окончил с отличием summa cum laude Дартмутский колледж (1975) и затем получил степени доктора медицины (1982) и доктора философии по биохимии (1986) в Стэнфордском университете. Прошёл клиническую подготовку в Brigham and Women's Hospital и в 1993 году поступил в штат Йельского университета, где с 1998 по 2016 год заведовал кафедрой генетики, а ныне адъюнкт-профессор генетики, являлся там стерлингским профессором генетики и основателем и исполнительным директором Йельского центра геномного анализа, исследователем (с 1994) Медицинского института Говарда Хьюза. Состоял в консультативном совете директора Национальных институтов здравоохранения. В 2015 году был назначен сопредседателем рабочей группы Инициативы президента США «Прецизионная медицина».
Член Американской академии искусств и наук (2012).

## Награды
- Young Investigator Award, International Society of Hypertension (1994)
- Outstanding Mentor Award, American Heart Association Council for High Blood Pressure Research (1995, 1996, 1999)
- Homer Smith Award, American Society of Nephrology (1998)
- Novartis Award for Hypertension Research, American Heart Association (1999)
- Claude Amiel Award, International Congress of Nephrology (1999)
- Pasarow Award[англ.] одноименного фонда (2000)
- Roy O. Greep Award, Endocrine Society[англ.] (2002)
- Basic Research Prize, American Heart Association (2002)[4]
- Richard Bright Award, American Society of Hypertension (2002)
- Премия Уайли одноименного фонда (2005)
- Distinguished Scientist Award, American Heart Association (2005)
- Почётный доктор наук Icahn School of Medicine at Mount Sinai[англ.] (2005)
- A.N. Richards Award, International Society of Nephrology[англ.] (2005)
- Robert Tigerstedt Award, International Society of Hypertension (2005)
- Премия за прорыв в области медицины (2014)[5]
- Почётный доктор медицины Йельского университета (2018)[6]